# Ранок Росії (газета)
Ранок Росії (рос. Утро России) — щоденна російська газета, яка виходила в Москві в 1907 і 1909-1918 роках. З 1912 року — орган партії прогресистів. Під час Першої світової війни підтримувала провладні монархістські кола. Видавець — банкір Павло Рябушинський
Із 17 квітня 1918 — «Зоря Росії» (Заря России). За негативне висвітлення радянської влади закрита у квітні 1918 року.